# Principios de Tavistock

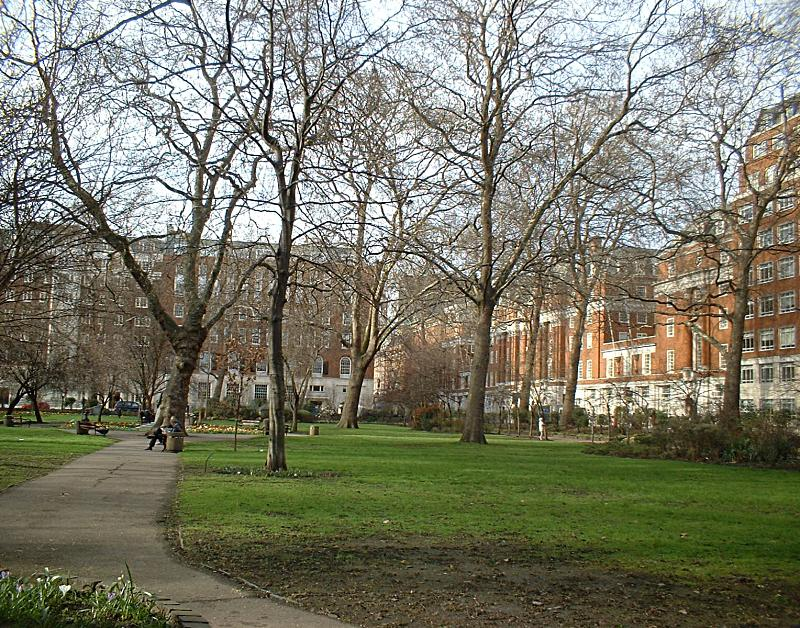
Plaza Tavistock (Tavistock Square).

Los Principios de Tavistock son seis preceptos básicos aplicables al sistema sanitario y a todos los profesionales. Es una propuesta adaptada a los tiempos modernos (es decir, actuales), y abarcan un modo de ver y actuar en el campo de la ética profesional médica.
Su nombre viene de la Plaza Tavistock (Londres, Reino Unido) donde está la sede y el edificio que pertenece a la British Medical Association (BMA), editora de la revista científica British Medical Journal (BMJ).

## Principios de Tavistock
En 1997 se constituyó en la sede de la BMA un grupo de bioética que elaboró una propuesta, los seis "principios de Tavistock":
1. Cuando lo precisa, es un derecho del ser humano recibir atención sanitaria.
2. El centro de la atención sanitaria es el individuo, pero el sistema sanitario debe trabajar para mejorar la salud de la población.
3. Son fines del sistema sanitario: El tratar las enfermedades, aliviar el sufrimiento y las discapacidades, y promover la salud.
4. Es esencial que quienes trabajan en el sistema sanitario colaboren entre sí, con los pacientes y las poblaciones y con otros servicios y sectores.
5. Los clínicos deben promover la mejora de la atención sanitaria.
6. Primum non nocere.

### Aforismos
- Cura te ipsum
- In dubiis, abstine
- Primum non nocere
- Honora medicum propter necesitatem